# Indicatif régional 515

Carte de l'État de l'Iowa avec les territoires de ses indicatifs régionaux. L'indicatif régional 515 est en rouge.

L'indicatif régional 515 est l'un des indicatifs téléphoniques régionaux de l'État de l'Iowa aux États-Unis. Cet indicatif couvre un territoire situé au centre de l'État.
La carte ci-contre indique en rouge le territoire couvert par l'indicatif 515.
L'indicatif régional 515 fait partie du Plan de numérotation nord-américain.

## Principales villes desservies par l'indicatif
- Des Moines
- Ames
- Ankeny
- Boone
- Fort Dodge
- Jefferson
- Algona
- Indianola

## Source
- (en) Cet article est partiellement ou en totalité issu de l’article de Wikipédia en anglais intitulé « Area code 515 » (voir la liste des auteurs).